# Diego Hurtado de Mendoza y Lemos
Diego Hurtado de Mendoza y Lemos (Don Diego Hurtado de Mendoza y Lemus, primer conte di Melito e di Aliano, Gran Giustiziere del Regno di Napoli; Manzanares el Real, 1468 – Toledo, 1536) era un nobile e militare castigliano che servì nelle guerre italiane, e fu poi nominato viceré di Valencia dove combatté i ribelli Germanies nella rivolta della Fratellanza.

## Biografia
Diego era il secondo figlio maschio del cardinale Pedro González de Mendoza e Mencia de Lemos, rendendolo quindi un membro della potente famiglia Mendoza. Poiché il cardinale Mendoza era un prelato, Diego e suo fratello Redrigo nacquero al di fuori del matrimonio.
Entrò a far parte dell'esercito e combatté nelle guerra di Granada. Dopo che la conquista di Granada fu completata nel 1492, Mendoza avanzò di grado e prestò servizio nella seconda guerra italiana, dove si distinse al servizio di Gonzalo Fernández de Córdoba, "el Gran Capitán."  Giocò un ruolo importante nella battaglia di Ruvo e nella presa di Melito nel regno di Napoli, per il quale fu nominato conte di Melito nel 1506. 
Nel 1520 fu nominato viceré di Valencia. Il Regno di Valencia era all'epoca turbata dalla pestilenza e dalle inondazioni, e le germanies (gilde) stavano prendendo il controllo della città di Valencia dal debole governo reale di quelle zone. Mendoza, un castigliano, non fu ben ricevuto, e e provocò le Germanies schierandosi al fianco della nobiltà e rifiutando di far sedere i rappresentanti legittimamente eletti della popolazione che favoriva le Germanies. Il palazzo del viceré fu attaccato, e solo a malapena resistí dopo due ore di aggressione. Mendoza e il governo fuggirono nelle campagne e iniziò la fase di guerra aperta della rivolta della Fratellanza. Mendoza fu inizialmente sconfitto dagli agermanat nella battaglia di Gandia nel giugno del 1521, ma truppe le monarchiche trionfarono altrove, e alla fine ritornò con rinforzi nella città di Valencia nel novembre 1521. Agì con moderazione contro i ribelli sconfitti, ma l'arrivo nel 1523 del nuovo viceré Germana de Foix, vedova di Ferdinando II d'Aragona, vidde intensificare la punizione dei ribelli.
Diego sposò Ana de la Cerda y Castro, señora de Miedes, Galve, Pastrana e Mandayona, figlia e successore di Íñigo López de la Cerda y de Brianda de Castro, nipote del IV conte di Medinaceli. Ebbero tre figli:
- Diego Hurtado de Mendoza y de la Cerda, I duca di Francavilla e marchese di Algecilla, I principe e II conte di Mélito, fu padre di Ana de Mendoza, Principessa di Eboli.
- Gaspar Gastón de la Cerda y Mendoza, padre di Inigo Lopez de Mendoza y Manrique de Luna, I marchese di Almenara.
- Baltasar de Mendoza y de la Cerda, I conte di Galve.

Morì a Toledo nel 1536.

### Fonti
- This article incorporates text translated from the Spanish Wikipedia article Diego Hurtado de Mendoza y Lemos, licensed under the Template:Srlink.
- Luis Bonilla, Las Revoluciones Españolas En El Siglo XVI, Madrid, Colección Universitaria de Bolsillo Punto Omega, 1973,  pp. 197-221.

| Controllo di autorità | VIAF (EN) 6583165271769510690007 · BNE (ES) XX5198463 (data) |